# Lactuca tenerrima
 Lactuca tenerrima  Pourr., 1788 è una specie di pianta angiosperma dicotiledone della famiglia delle Asteraceae.

## Etimologia
Il nome del genere (Lactuca) deriva dall'abbondanza di sacchi lattiginosi contenuti in queste piante (una linfa lattea nel gambo e nelle radici). L'epiteto specifico (tenerrima) significa "molto slanciato" e fa riferimento al portamento della pianta.
Il nome scientifico della specie è stato definito per la prima volta dal botanico Pierre André Pourret (1754-1818) nella pubblicazione " Mem. Acad. Toul." (  Mem. Acad. Toul. 3: 321) del 1788.

## Descrizione

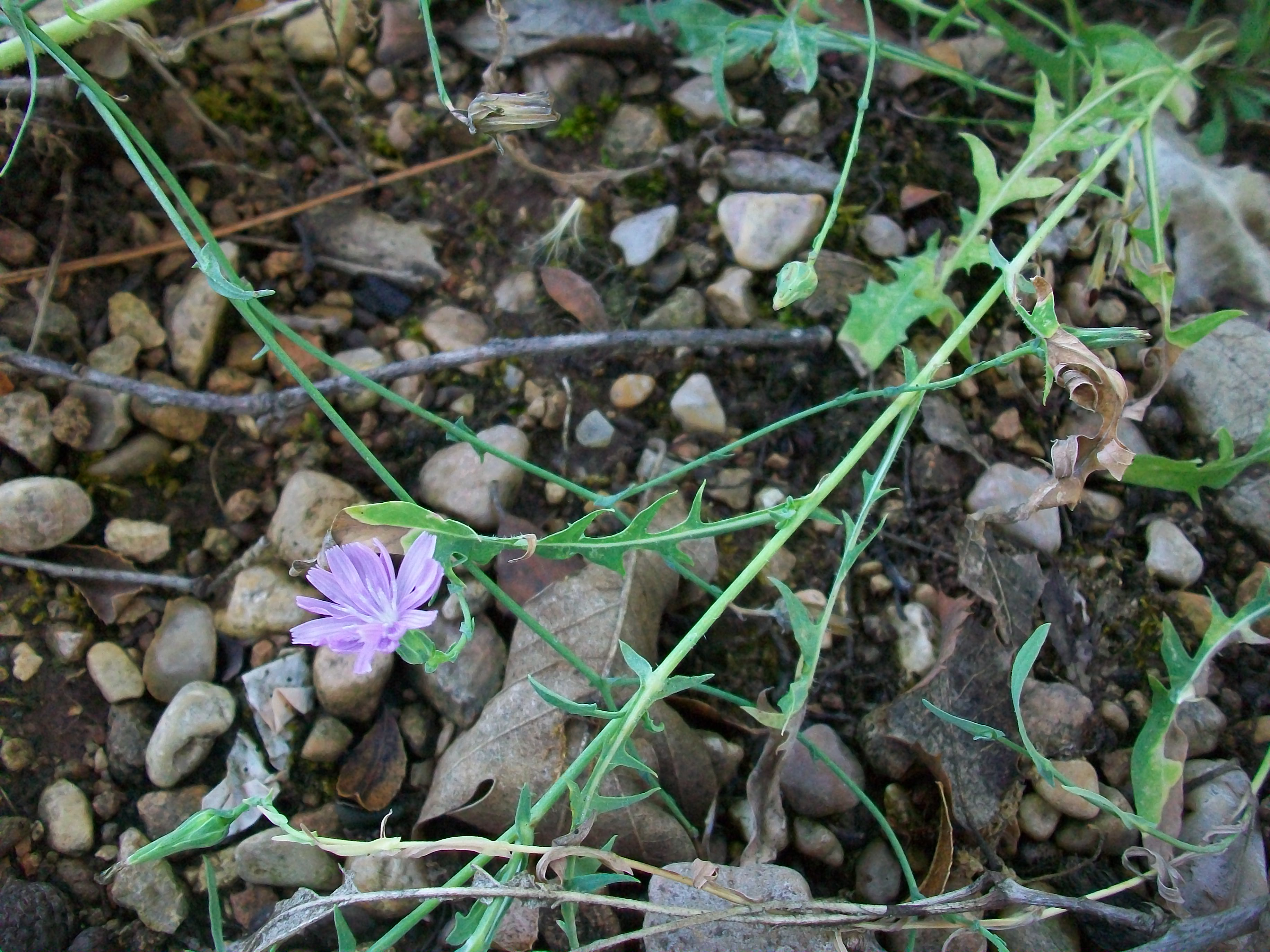
Il portamento

Habitus. La forma biologica è emicriptofita scaposa (H scap), ossia sono piante erbacee, a ciclo biologico perenne, con gemme svernanti al livello del suolo e protette dalla lettiera o dalla neve e dotate di un asse fiorale eretto e spesso privo di foglie. In queste piante sono presenti dei succhi lattiginosi. Tutta la pianta è glabra e glauca.
Fusto. La parte aerea del fusto è eretta e slanciata; può essere spinosa nella parte inferiore. La ramificazione è nella parte bassa. La radice è cilindrica, grossa e carnosa di tipo tuberoso (semplice o ramificata). Queste piante possono arrivare fino ad una altezza compresa tra i 2 e 6 dm.
Foglie. Le foglie sono pennatosette (raramente possono essere non lobate) e si dividono in basali e cauline. Quelle basali forma una rosetta e sono picciolate. La parte centrale delle foglie (area indivisa) è larga 5 – 10 mm; le lacinie laterali hanno una forma lineare strette e possono essere pennate (o dentate) a loro volta. Quelle cauline sono progressivamente ridotte, non lobate, sagittate e subsessili. Lunghezza delle foglie basali: 30 cm. Lunghezza delle foglie cauline: 8 – 15 cm. Dimensione delle lacinie laterali: larghezza 1 – 4 mm; lunghezza 15 – 35 mm.
Infiorescenza. Le infiorescenze sono formate da numerosi capolini (da 12 a 20) su lunghi peduncoli in formazioni sciolte (o corimbose a pannocchie lasse con lunghi rami ascendenti). I capolini (più piccoli che in Lactuca perennis) sono formati da un involucro conico composto da brattee (o squame) disposte su 2 - 4 serie, all'interno delle quali un ricettacolo fa da base ai fiori tutti ligulati. Le squame hanno una forma ottusa, da ovata a ovato-lanceolata quelle esterne, e lanceolate quelle più interne; possono essere arrossate e sono del tutto glabre. Lunghezza dei peduncoli: 2 – 8 cm. Diametro dei capolini: 3 – 4 cm. Dimensione dell'involucro: larghezza 5 – 6 mm; lunghezza 15 – 20 mm. Lunghezza delle brattee: fino a 15 mm.
Fiori. I fiori (12 - 20 per capolino) sono tutti del tipo ligulato (il tipo tubuloso, i fiori del disco, presente nella maggioranza delle Asteraceae, qui è assente), sono tetra-ciclici (ossia sono presenti 4 verticilli: calice – corolla – androceo – gineceo) e pentameri (ogni verticillo ha 5 elementi). I fiori sono ermafroditi, fertili e zigomorfi.
- Formula fiorale:

*/x K {\displaystyle \infty }, [C (5), A (5)], G 2 (infero), achenio
- Calice: i sepali del calice sono ridotti ad una coroncina di squame.
- Corolla: le corolle sono formate da una ligula terminante con 5 denti; sono colorate di blu o lilla. Lunghezza delle ligule: 20 – 25 mm.
- Androceo: gli stami sono 5 con filamenti liberi, mentre le antere sono saldate in un manicotto (o tubo) circondante lo stilo.[16] Le antere alla base sono acute. Il polline è tricolporato.[17]
- Gineceo: lo stilo è filiforme con peli sul lato inferiore;  gli stigmi dello stilo sono due divergenti. L'ovario è infero uniloculare formato da 2 carpelli.
- Fioritura: da giugno a luglio.

Frutti. I frutti sono degli acheni obovati con larghezza massima nella parte apicale e con alcune coste (1 - 3) longitudinali, colorati di marrone scuro e provvisti di becco lungo quasi come il corpo dell'achenio con pappo (quasi persistente) formato di setole giallastre tutte uguali in lunghezza. Dimensione degli acheni: larghezza 1,5 – 2 mm; lunghezza 8 – 12 mm. Dimensione del pappo: 6 – 7 mm.

## Biologia
- Impollinazione: l'impollinazione avviene tramite insetti (impollinazione entomogama tramite farfalle diurne e notturne).
- Riproduzione: la fecondazione avviene fondamentalmente tramite l'impollinazione dei fiori (vedi sopra).
- Dispersione: i semi (gli acheni) cadendo a terra sono successivamente dispersi soprattutto da insetti tipo formiche (disseminazione mirmecoria). In questo tipo di piante avviene anche un altro tipo di dispersione: zoocoria. Infatti gli uncini delle brattee dell'involucro si agganciano ai peli degli animali di passaggio disperdendo così anche su lunghe distanze i semi della pianta.

## Distribuzione e habitat

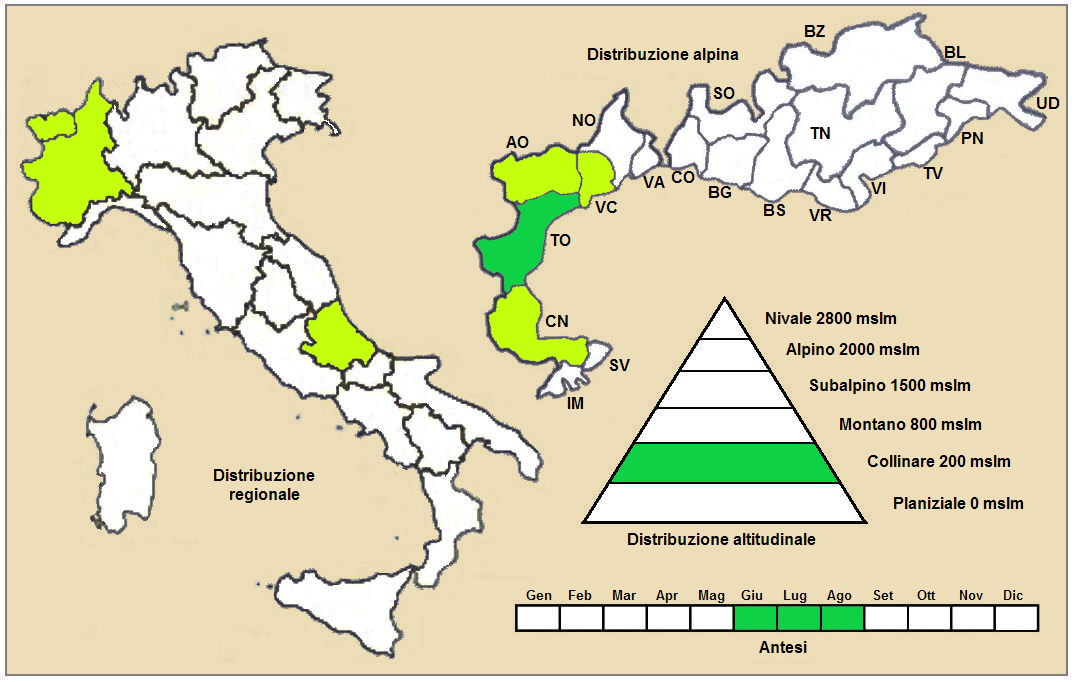
Distribuzione della pianta (Distribuzione regionale – Distribuzione alpina)

- Geoelemento: il tipo corologico (area di origine) è Orofita / Ovest-Mediterraneo.
- Distribuzione: in Italia questa specie si trova nella parte occidentale delle Alpi. Sugli altri rilievi collegati alle Alpi è presente nei Pirenei. Nel resto dell'Europa e dell'areale del Mediterraneo si trova in Francia, Spagna e Marocco.[2]
- Habitat:  l'habitat preferito per queste piante sono le rupi, i muri e le pietraie. Il substrato preferito è calcareo ma anche siliceo con pH neutro, bassi valori nutrizionali del terreno che deve essere arido.
- Distribuzione altitudinale: sui rilievi, in Italia, queste piante si possono trovare fino a 300 - 800 m s.l.m.; nelle Alpi frequentano quindi i seguenti piani vegetazionali: collinare.

## Fitosociologia
Dal punto di vista fitosociologico alpino la specie di questa scheda appartiene alla seguente comunità vegetale:
Formazione: delle comunità delle fessure, delle rupi e dei ghiaioni.
Classe: Thlaspietea rotundifolii
Ordine: Thlaspietalia rotundifolii

## Tassonomia
La famiglia di appartenenza di questa voce (Asteraceae o Compositae, nomen conservandum) probabilmente originaria del Sud America, è la più numerosa del mondo vegetale, comprende oltre 23.000 specie distribuite su 1.535 generi, oppure 22.750 specie e 1.530 generi secondo altre fonti (una delle checklist più aggiornata elenca fino a 1.679 generi). La famiglia attualmente (2021) è divisa in 16 sottofamiglie.

### Filogenesi
Il genere di questa voce appartiene alla sottotribù Lactucinae della tribù Cichorieae (unica tribù della sottofamiglia Cichorioideae). In base ai dati filogenetici la sottofamiglia Cichorioideae è il terz'ultimo gruppo che si è separato dal nucleo delle Asteraceae (gli ultimi due sono Corymbioideae e Asteroideae). La sottotribù Lactucinae fa parte del "quarto" clade della tribù; in questo clade è in posizione "basale" vicina alla sottotribù Hyoseridinae.
La struttura filogenetica della sottotribù è ancora in fase di studio e completamento. Provvisoriamente è stata suddivisa in 10 lignaggi. Il genere di questa voce appartiene al "Lactuca lineage", e nell'ambito della sottotribù occupa una posizione politomica insieme ai lignaggi Melanoseris - Notoseris - Paraprenanthes (questa politomia rappresenta il "core" della sottotribù). Lactuca è uno degli ultimi gruppi che si è diversificato tra i 19 e 11 milioni di anni fa.
I caratteri distintivi per le specie di questo genere sono:
- il portamento delle specie è perenne rizomatoso;
- gli acheni hanno un visibile becco apicale (il becco è diverso per colori e superficie dal resto dell'achenio);
- gli acheni hanno 12 costole ineguali;
- gli acheni sono più o meno fortemente compressi con i margini delle costole spesso gonfiate.

La circoscrizione di questo genere è da considerarsi provvisoria e in futuro potrebbe subire delle riduzioni. Sono in corso di completamento alcuni studi morfologico-molecolari e filogenetici sulla sottotribù Lactucinae che dovrebbero chiarire sia la posizione del genere Lactuca all'interno della sottotribù che la sua struttura interna. Il "lignaggio Lactuca" è composto da nove cladi terminali ben supportati, che si raggruppano in tre cladi principali. La specie di questa voce si trova in un clade vicino al "core" del gruppo caratterizzato da una distribuzione relativa all'Africa / Asia sud-ovest- Mediterraneo e con una età di inizio radiazione abbastanza recente di circa 1,9 - 1,5 milioni di anni fa.
I caratteri distintivi per la specie di questa voce sono:
- il colore dei fiori è blu o lillaceo;
- gli acheni hanno il becco;
- gli acheni sono obovati con larghezza massima nella parte apicale;
- il pappo è formato di setole bianche tutte uguali in lunghezza.

Il numero cromosomico delle specie di  L. tenerrima è 2n = 16.

### Specie simili
Le seguenti specie dello stesso genere (o generi simili), con distribuzione più o meno alpina, possono essere confuse con quella di questa voce (sono indicati alcuni caratteri utili a distinguere una specie dall'altra):
- Lactuca perennis L. - Lattuga rupestre: i fiori sono colorati di blu e gli acheni hanno delle forme ellittiche con la parte più larga nel mezzo.
- Lactuca tenerrima Pourr. - Lattuga occidentale: i capolino sono piccoli con un diametro di 1 – 2 cm; l'achenio è allungato (3 volte più lungo che largo); si trova (ma raramente) nelle Alpi Occidentali.
- Cicerbita alpina (L.) A. Gray - Cicerbita violetta: l'infiorescenza è più copiosa con fusti rossicci e densamente ricoperti di grosse ghiandole stipitate (dotate di appendice pedicellare) purpuree.
- Lactuca plumieri (L.) Gren. & Godr. – Cicerbita di Plumier : è simile alla Cicerbita alpina, ma le foglie hanno lobi più profondamente divisi e i fiori sono di colore azzurro – pallido.
- Lactuca macrophylla (Willd.) A. Gray – Cicerbita maggiore: anche questa è simile alla Cicerbita alpina, ma le foglie inferiori hanno dei lobi laterali molto pronunciati; l'infiorescenza è più lassa e il rizoma è strisciante. Questa specie è originaria del Caucaso ed è molto rara (non si trova nelle Alpi).

### Sinonimi
L'entità di questa voce ha avuto nel tempo diverse nomenclature. L'elenco seguente indica alcuni tra i sinonimi più frequenti:
- Cicerbita tenerrima Beauverd
- Lactuca segusiana  Balb.
- Wiestia tenerrima  Sch.Bip.